# دختر سفید (فیلم ۲۰۱۶)
دختر سفید (انگلیسی: White Girl) یک فیلم درام آمریکایی محصول سال ۲۰۱۶ به نویسندگی و کارگردانی الیزابت وود در اولین تجربهٔ کارگردانی خود است. مورگان سیلر، برایان مارک، ایندیا منوئز، آدریان مارتینز ، آنتونی راموس، رالف رودریگز، آنابل دکستر جونز، کریس نوث و جاستین بارتا در این فیلم بازی می‌کنند. این فیلم نقدهای عموماً مثبتی از طرف منتقدان داشت.

## داستان
لیا، دانشجویی که در آستانه ورود به سال دوم دانشگاه است، با دوستش کتی به آپارتمانی در ریج‌وود، کوئینز نقل مکان می‌کند. یک شب، او از گروهی از جوانان لاتین تبار در گوشه ای می‌خواهد که مواد مخدر او که ماری جوانا هست را بفروشند. امتناع می‌کنند. بعداً او بلو را به آپارتمان خود دعوت می‌کند، توضیح می‌دهد که او یک دلال مواد مخدر است، آنها در نهایت روی پشت بام او رابطه جنسی انجام می‌دهند. لیا به او می‌گوید که می‌تواند ۶۰ دلار در مقایسه با ۲۰ دلاری که آن می‌فروشد، درآمد داشته باشد. او را به یک مهمانی که توسط مجله‌اش برپا می‌شود دعوت می‌کند، جایی که او کارآموزی می‌کند و بلو می‌تواند قیمت‌های خود را برای جمعیت مشخص کند. بلو که از موفقیتش جسارت کرده‌است، از تأمین کننده اش لوید یک کیلو کوکائین می‌خواهد. او قبول می‌کند و بلو و لیا برای صبحانه به رستوران می‌روند. در آنجا، یکی از مشتری‌های همیشگی او به او نزدیک می‌شود و او کارش را راه می‌اندازد و بلافاصله توسط یک افسر پلیس مخفی دستگیر می‌شود. لیا یک کیلو کوکائین را برمی‌دارد و آرام می‌رود.
لیا به ملاقات بلو در زندان می‌رود و او به او می‌گوید که ممکن است به دلیل سابقه‌های قبلی به ۲۰ سال زندان محکوم شود. او تصمیم می‌گیرد به او کمک کند و به او می‌گوید که کوکائین را برداشته و پلیس هیچ مدرکی ندارد. او از لیا می‌خواهد که آن را به لوید برگرداند و پس دهد. همان‌طور که او به لوید نزدیک می‌شود، همان پلیس مخفی را دقیقاً بیرون می‌بیند و تصمیم می‌گیرد فرار کند. سپس بلو وکیلی به نام جورج را پیدا می‌کند که قصد دارد برای پرداخت دستمزد او کوکائین بفروشد. او خوشبین است که آنها پرونده بسیار خوبی دارند.
لیا با نزدیک شدن به رئیسش، کلی، یک سوم کیلو را می‌فروشد. دوستان کتی و بلو به جابجایی بقیه کمک می‌کنند، در حالی که بلو معتقد است جورج به‌طور حرفه ای او را نمایندگی می‌کند. با بالا رفتن بدهی‌هایش، لوید او را پیدا می‌کند و او را برای بقیه پول تحت فشار قرار می‌دهد، بنابراین او از کلی ۱۷٬۰۰۰ دلار پول می‌خواهد. او در عوض به او کمک می.د. مهمانی موفقیت‌آمیز است، اما لیا بیش از حد مواد مخدر مصرف می‌کند و بدون پول تنها از خواب بیدار می‌شود.
لیا به جورج قول می‌دهد که بقیه پول را بگیرد، اما به او می‌گوید که آن را فراموش کند. او را به شام می‌برد و توضیح می‌دهد که سیستم حقوقی نابرابر است و مردان سفیدپوستی که مرتکب جنایات خشونت‌آمیز می‌شوند، بیشتر از مجرمان غیرخشونت آمیز PoC مانند بلو، رها می‌شوند. آن دو در نهایت به خانه لیا می‌روند که لیا از حال می‌رود. جورج از این فرصت برای تجاوز به او استفاده می‌کند. پس از آن، لیا ساکت و گوشه‌گیر می‌شود و در رختخواب می‌ماند. بلو می‌گوید که وکیلش توانسته او را آزاد کند. با یک زانو زدن از لیا خواستگاری می‌کند که او پاسخ روشنی به او نمی‌دهد. (با این حال، صحنه بعدی آنها با خوشحالی یکدیگر را می‌بوسند)
لیا و بلو که با هم در خیابان قدم می‌زنند غافلگیر می‌شوند که لوید به هر دوی آنها حمله می‌کند و پولش را می‌خواهد. بلو ابتدا با یک بطری شکسته به سر او می‌زند سپس با آچار او را تا حد مرگ کتک می‌زند. همان‌طور که لیا نگاه می‌کند، بلو در سکوت متوجه می‌شود که او با پس ندادن کوکائین باعث حمله شده‌است. بلو دستگیر می‌شود، در حالی که لیا را با خونسردی تماشا می‌کند. لیا آخرین بار در یک کلاس درس، درست قبل از کلاس‌ها دیده می‌شود.

## بازیگران
- مورگان سیلر در نقش لیا
- برایان مارک در نقش آبی
- کریس نوت
- جاستین بارتا
- هند منوئز در نقش کتی
- آدریان مارتینز در نقش لوید
- آنتونی راموس در نقش کیلو
- رالف رودریگز در نقش ننه
- آنابل دکستر جونز در نقش الکسا
- جمل هوارد در نقش دارنل